# Anisodes subviolescens
Anisodes subviolescens är en fjärilsart som beskrevs av W. Warren 1906. Anisodes subviolescens ingår i släktet Anisodes och familjen mätare. Inga underarter finns listade i Catalogue of Life.